# Callawayasaurus colombiensis
Il callawayasauro (Callawayasaurus colombiensis) è un rettile marino estinto appartenente ai plesiosauri. Visse nel Cretaceo inferiore (Aptiano, circa 120 milioni di anni fa) e i suoi resti fossili sono stati ritrovati in Sudamerica (Colombia).

## Descrizione
Come tutti i plesiosauri, anche questo animale era dotato di un collo lungo e una testa piccola e armata di lunghi denti. Le zampe erano trasformate in natatoie di dimensioni simili fra loro, mentre il corpo era piuttosto schiacciato e largo. Una caratteristica di Callawayasaurus era data dalle narici esterne di forma molto allungata. Un'altra particolarità era data dalle vertebre cervicali, le quali, benché numerose (in totale 56) erano meno che nelle altre forme simili (gli elasmosauridi) e piuttosto corte. In totale, Callawayasaurus doveva misurare 7,5-8 metri di lunghezza e il suo cranio era lungo 34 centimetri. I resti fossili di questo animale sono stati ritrovati insieme a oltre 100 gastroliti.

## Classificazione

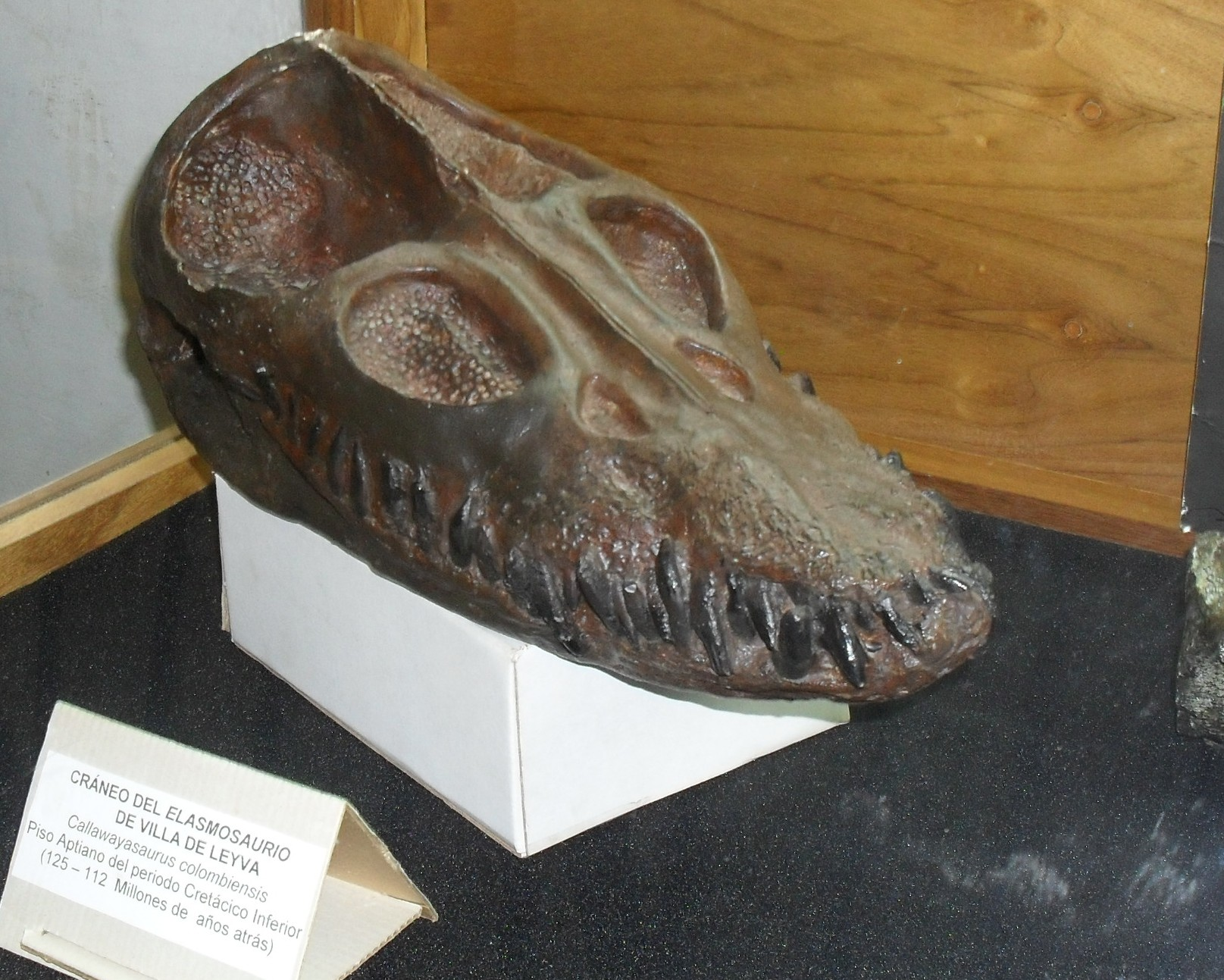
Cranio di Callawayasaurus colombiensis

I fossili di Callawayasaurus sono stati descritti per la prima volta da Welles nel 1962 e attribuiti al già noto genere di plesiosauri Alzadasaurus. In seguito, uno studio del 1999 di Kenneth Carpenter ha stabilito che questi fossili erano da attribuire a un genere a sé stante. Attualmente Callawayasaurus è considerato un rappresentante piuttosto primitivo (basale) degli elasmosauridi, un gruppo di plesiosauri caratterizzati dall'eccezionale sviluppo del collo. Di Callawayasaurus sono noti due esemplari adulti ritrovati nella formazione Paja nei pressi di Villa de Leiva (Provincia di Boyaca, Colombia), in cui si nota una marcata differenza di struttura corporea. È possibile quindi che questa differenza fosse dovuta a dimorfismo sessuale. Il nome Callawayasaurus onora Jack M. Callaway, paleontologo i cui studi hanno aiutato molto a comprendere l'evoluzione dei rettili marini.